# Verstekbak

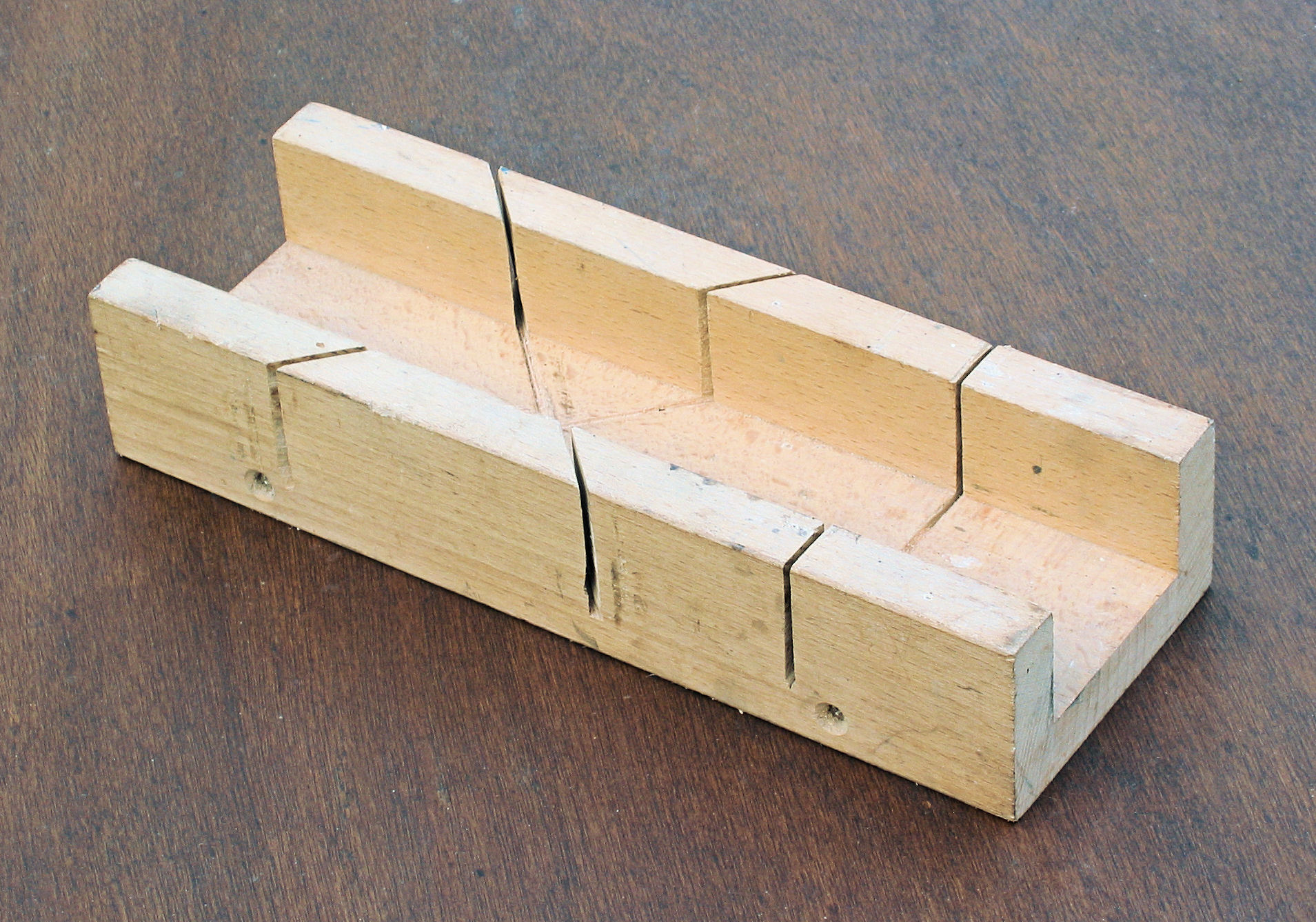
Verstekbak met uitgelubberde zaagsneden

Een verstekbak is een U-vormige bak, die het mogelijk maakt smalle houten delen onder een bepaalde hoek af te zagen. De meest gangbare hoeken zijn 45° en 90°. Een verstekbak kan gemaakt zijn van hout, kunststof of metaal.
In de verstekbak zijn nauwkeurige zaagsneden aangebracht die de zaag moeten geleiden, terwijl het te zagen object stevig in de bak geklemd moet zijn, zodat de houten objecten onder "verstek" of haaks gezaagd kunnen worden. Een verstekbak wordt bijvoorbeeld gebruikt om schilderijlijsten onder de juiste hoek te zagen, zodat deze passend aan elkaar verbonden kunnen worden.
Bij alle vormen geldt dat als de verstekbak nieuw is deze goed werkt. Als de zaagsneden door veelvuldig gebruik te ruim zijn geworden wordt het verstekzagen onnauwkeurig en kan de bak beter vervangen worden.
Voor het zagen wordt meestal een kapzaag gebruikt, die fijne zaagtanden heeft en een vrij breed blad.